# Willem Bosman

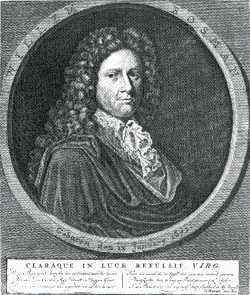
Porträt von Willem Bosman von 1704

Willem Bosman (* 12. Januar 1672 in Utrecht; † unbekannt) trat sehr früh in die Dienste der Niederländischen Westindien-Kompanie. 1688, mit 16 Jahren, kam er an die damalige Goldküste (heute Ghana) und wurde später der oberste Vertreter der Kompanie in Elmina, dem Hauptort der Niederländer hier. Bosman verbrachte 14 Jahre an der Goldküste und bereiste in dieser Zeit auch andere Stellen der Guineaküste, zum Beispiel Liberia, ehe er 1702 in die Niederlande zurückkehrte.

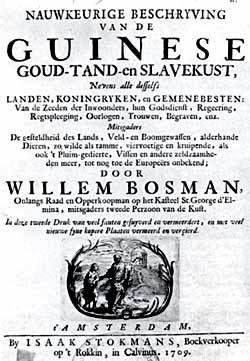
Ausgabe der „Nauwkeurige Beschrijving...“ von 1709

Berühmt wurde er durch ein Buch, in dem er seine Erlebnisse an der Golfküste niederschrieb: „Nauwkeurige Beschrijving van de Guinese Goud-, Tand- en Slavenkust“ 1704 in Amsterdam herausgegeben. 1708 folgte eine deutsche Ausgabe unter dem Namen „Boßmann, Wilhelm: Reyse nach Guinea, oder ausführliche Beschreibung dasiger Gold-Gruben / Elephanten-Zähn und Sclaven-Handels / nebst derer Einwohner Sitten / Religion / Regiment / Kriegen / Heyrathen und Begräbnissen / auch alten hieselbst befindlichen Thieren / so bishero in Europa unbekandt gewesen.“ und weitere Ausgaben in Englisch und Französisch.
Er beschreibt darin überaus detailreich seine Erlebnisse, aber auch Sitten und Gebräuche der besuchten Orte. Das Werk gilt als Standardwerk über die Guineaküste seiner Zeit. Erst 1974 meldete Albert van Dantzig Zweifel an manchen Darstellungen an (Willem Bosman's „New and Accurate Description of the Coast of Guinea“: How Accurate Is It?. In: Albert van Dantzig: Willem Bosman. History in Africa. Band 1, 1974, S. 101–108).
Eine ältere niederländische Beschreibung der Goldküste (1602) stammt von Pieter de Marees.